# Zespół Szkół Rolnicze Centrum Kształcenia Ustawicznego w Kościelcu

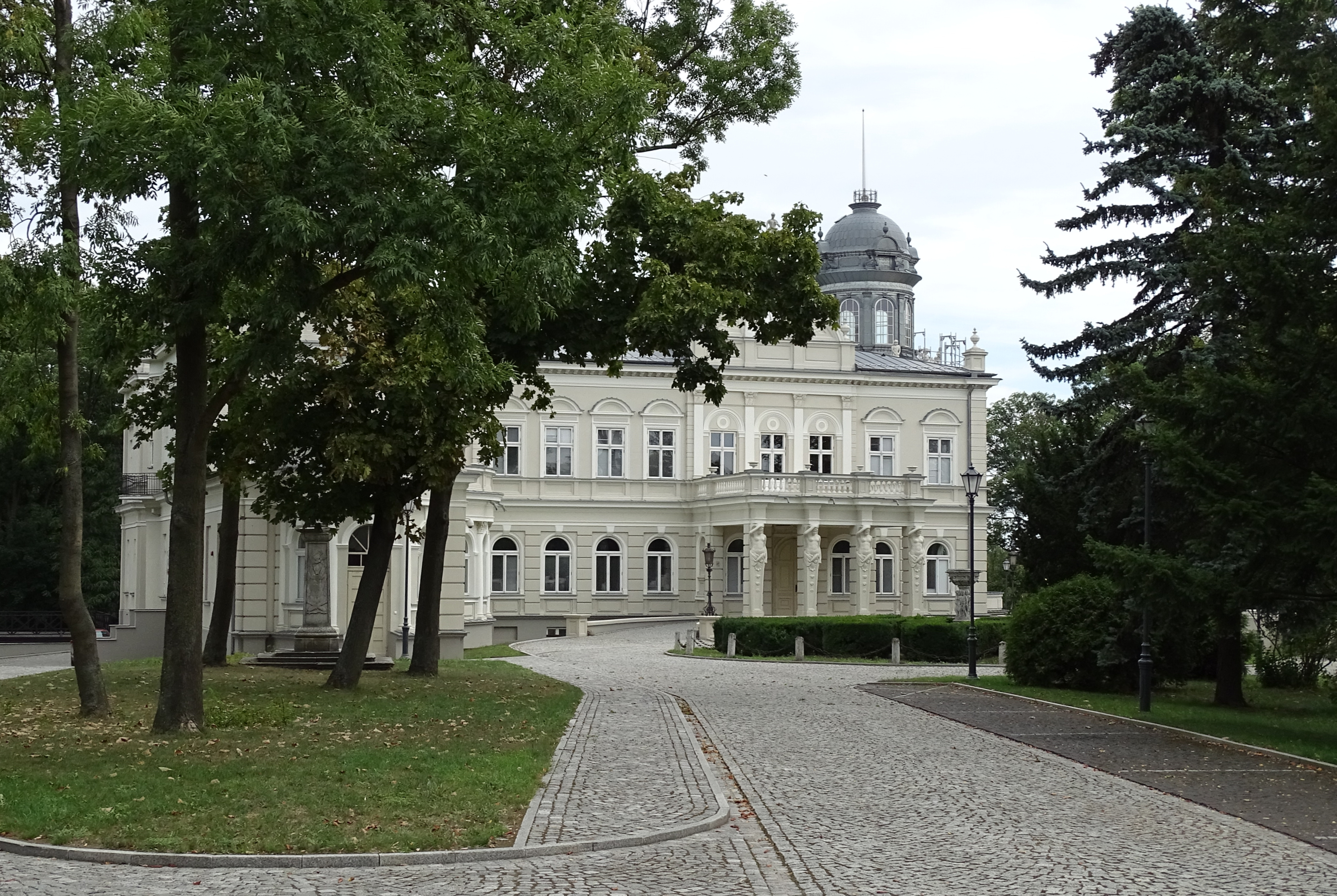
Pałac w Kościelcu, siedziba szkoły w latach 1955–1960

Zespół Szkół Rolnicze Centrum Kształcenia Ustawicznego im. Stanisława Staszica w Kościelcu (wcześniej: Zespół Szkół Rolniczych w Kościelcu) – zespół szkół ponadpodstawowych o profilu rolniczym w Kościelcu, w powiecie kolskim. 
Szkoła powstała w 1955 roku jako Państwowe Technikum Hodowlane, nawiązuje jednak do tradycji istniejącej od 1920 roku Ludowej Szkoły Rolniczej.

## Historia

### Ludowa Szkoła Rolnicza Żeńska
Przed II wojną światową w Kościelcu działały ogniska kultury rolniczej, prowadzone przez Centralne Towarzystwo Rolnicze i Łódzką Izbę Rolniczą. Poza tym, w 1920 roku w Kościelcu powstała Ludowa Szkoła Rolnicza Żeńska. 7 kwietnia 1920 roku Zarząd Okręgowy Dóbr Państwowych przekazał w dzierżawę Zarządowi Koła Polek miasta Koła pomieszczenia, budynek inwentarski oraz sad owocowy i pół morgi ziemi ornej. W październiku tego samego roku Ministerstwo Rolnictwa i Reform Rolnych przekazało na rzecz szkoły dom mieszkalny, oborę, chlewy i dom dla służby, wraz z sadem i 30 morgami ziemi.
W 1921 roku szkoła została przejęta przez Sejmik Kolski. Wiodącym działem szkoły był dział tkacki, poza tym uczennice odbywały praktyki w miejscowym przedszkolu. Realizowano także naukę przedmiotów ogólnokształcących i zawodowych, takich jak pszczelarstwo, ogrodnictwo i hodowla. Po 1924 roku przy szkole wybudowano nowe budynki gospodarcze. W latach 1921–1931 kierowniczką szkoły była Irena Kostrzeńska, nauczycielką w niej była także Franciszka Gensówna, autorka poradników dla gospodyń. Szkołę opuściło 800 absolwentek. Uczennice szkoły wydawały pismo „Kościelczanka”, w którym publikowano porady, przepisy kulinarne i informacje o życiu szkoły.
10 września 1939 roku pod ścianą budynku szkoły patrol Wehrmachtu rozstrzelał siedmiu harcerzy z powiatu krotoszyńskiego i kaliskiego w wieku od 16 do 18 lat oraz przypadkowo spotkanego mieszkańca Tarnowca. W okresie okupacji niemieckiej w Kościelcu funkcjonowała Szkoła dla dziewcząt wiejskich.

### Szkolnictwo rolnicze po II wojnie światowej
W 1945 roku w Kościelcu powstała 2-letnia Żeńska Szkoła Rolnicza Gminna, będąca jedną z pierwszych szkół zawodowych otwartych w powiecie kolskim po II wojnie światowej. Po 1945 roku zabudowania dawnych szkół i zakładów doświadczalnych, wraz z gospodarstwem rolnym przekazano Państwowemu Gospodarstwu Rolnemu w Mchowie. W 1955 roku zabudowania te przekazano pod administrację Wojewódzkiej Rady Narodowej w Poznaniu, która powierzyła opiekę nad nimi dyrektorowi technikum weterynaryjnego w Kole. W marcu 1955 roku inż. Eugeniusz Heliński został mianowany dyrektorem administracyjnym z zadaniem zorganizowania w Kościelcu szkoły rolniczej. Siedzibą szkoły był pałac w Kościelcu. Szkoła posiadała gospodarstwo rolne o powierzchni 464 hektarów.
W sierpniu 1955 roku dyrektorem szkoły został mgr. inż. Zdzisław Pilarek. 1 września 1955 roku nastąpiło otwarcie 4-letniego Państwowego Technikum Hodowlanego, w którym naukę rozpoczęło 112 uczniów. W 1957 roku rozpoczęto nabór do 5-letniego technikum rolniczego, a dotychczasowe klasy technikum hodowlanego przekształcono w drugą i trzecią klasę technikum rolniczego. Przez dwa lata funkcjonowała także szkoła rolnicza I stopnia, a w 1962 roku otwarto korespondencyjne technikum rolnicze. W 1960 roku szkoła otrzymała nowy budynek, a w budynku pałacu otwarto internat, który działał tam do 1975 roku. W 1960 roku utworzono także ośrodek kształcenia traktorzystów.
W 1974 roku powołano Centrum Kształcenia Rolniczego, w skład którego weszły szkoły środowiskowe w Babiaku, Górkach, Karszewie, Łuczywnie, Sompolnie, Tarnówce, a od 1975 także w Chorkach, Czerwonce i Morzyczynie. W 1977 roku powołano Zespół Szkół Rolniczych w Kościelcu, w skład którego wchodziły szkoły: 5-letnie technikum hodowlane, 3-letnie technikum hodowlane, 5-letnie technikum rolniczo-łąkarskie, zasadnicze szkoły rolnicze w Babiaku, Dąbiu, Krzymowie, Morzyczynie, Sompolnie i Kościelcu oraz zaoczne, 3-letnie technikum rolnicze wraz z filią w Dąbiu i zaoczne średnie studium rolnicze.
Do 1980 roku szkołę ukończyło 2568 absolwentów. Kursy specjalistyczne ukończyło 4046 słuchaczy, a tytuł rolnika wykwalifikowanego zdobyły 5253 osoby.

## Stan obecny
W skład zespołu szkół wchodzi: Technikum Grafiki i Poligrafii Cyfrowej, Technikum Logistyczne, Technikum Żywienia i Usług Gastronomicznych, Technikum Ekonomiczne, Technikum Informatyczne oraz Technikum Rolnicze. Od 2008 roku szkoła należy do Ogólnopolskiego Klubu Szkół Staszicowskich.

### Zespół Tańca Ludowego „Kościelec”
Od 1997 roku przy szkole działa Zespół Tańca Ludowego „Kościelec”, kontynuujący tradycje działającego w latach 60. XX wieku zespołu tańca, którego założycielką była Maria Salzman. Od początku powstania zespołu prowadzi go nauczycielka geografii Anna Kucharska. Zespół prezentuje tańce ludowe z Wielkopolski, Łowicza, Śląska, Lubelszczyzny i z regionów żywieckiego oraz krakowskiego. Od 2006 roku zespół wspomaga działające przy szkole Stowarzyszenie Wspierające Rozwój Kultury i Folkloru, założone z inicjatywy Anny Kucharskiej, Anny Zawadzkiej i Lucyny Tybury. 

## Absolwenci
- Alfred Budner
- Ryszard Smolarek